# Le Club des empereurs
Pour plus de détails, voir Fiche technique et Distribution.
Le Club des empereurs (The Emperor's Club) est un film américain réalisé par Michael Hoffman, sorti en salles en 2002.
Selon le réalisateur, ce film parle « d'un professeur aux valeurs traditionnelles qui s'aventure dans un monde beaucoup plus labyrinthique et complexe que ce à quoi il est préparé à résister ».
Il est fort possible que Hoffman ait été attiré par ce thème, étant donné qu'il a passé de nombreuses années dans de prestigieuses écoles et universités à l'enseignement classique.

## Synopsis
William Hundert est professeur d'histoire antique à la prestigieuse école secondaire St Benedict. Il est passionné par sa matière et par l'enseignement. Il ne se contente pas uniquement d'instruire ses étudiants privilégiés socio-économiquement, mais il se charge également de former leur caractère et de leur inculquer des valeurs.
Lorsque Sedgwick Bell, jeune adolescent au caractère fort, rebelle, à la limite de l'insolence, arrive dans l'établissement, une étrange relation s'installe entre le professeur réputé et l'élève provocateur. William Hundert est amené à faire des choix pour ce nouvel élève original qui le marqueront à vie.
Vingt-cinq ans plus tard, ils se revoient

## Fiche technique
- Titre : Le Club des empereurs
- Titre original : The Emperor's Club
- Réalisation : Michael Hoffman
- Scénario : Neil Tolkin d'après la nouvelle The Palace Thief d'Ethan Canin
- Musique : James Newton Howard
- Photographie : Lajos Koltai
- Montage : Harvey Rosenstock
- Production : Marc Abraham et Andrew S. Karsch
- Société de production : Beacon Communications, Fine Line Features, Horsepower Films, LivePlanet, Longfellow Pictures et Sidney Kimmel Entertainment
- Société de distribution : Universal Pictures (États-Unis)
- Pays :  États-Unis
- Genre : Drame et historique
- Durée : 109 minutes
- Dates de sortie : 
  -  États-Unis : 22 novembre 2002
  -  France : 30 avril 2003

## Distribution
- Kevin Kline (VF : Guy Chapellier ; VQ : Mario Desmarais) : William Hundert
- Emile Hirsch (VF : Alexis Tomassian ; VQ : Philippe Martin) : Sedgewick Bell
- Embeth Davidtz (VF : Anne Canovas ; VQ : Anne Bédard) : Elizabeth
- Rob Morrow (VF : Michel Mella ; VQ : Sébastien Dhavernas) : James Ellerby
- Edward Herrmann (VF : Vincent Grass ; VQ : Denis Mercier) : Woodbridge
- Harris Yulin (VF : Bernard Tiphaine ; VQ : Jean Brousseau) : Sénateur Bell
- Paul Dano (VQ : Sébastien Reding) : Martin Blythe
- Jesse Eisenberg (VQ : Jean-François Beaupré) : Louis Masoudi
- Rishi Mehta : Deepak Mehta
- Caitlin O'Heaney (en) : Mme Woodbridge
- Gabriel Millman : Robert Brewster
- Tim Realbuto : Jackson Pheiffer
- Chris Morales : Eugene Field
- Luca Bigini : Copeland Gray
- Michael Coppola : Russell Hall
- Sean Fredricks : M. Harris
- Jimmy Walsh : Robert Bell
- Roger Rees : M. Castle
- Molly Regan (VQ : Johanne Garneau) : Miss Peters
- Helen Carey (VQ : Danièle Panneton) : Miss Johnston
- Joel Gretsch (VF : Jean-Pierre Michaël ; VQ : Marc-André Bélanger) : Sedgewick Bell, vieux
- Steven Culp (VF : Pierre Tessier ; VQ : Antoine Durand) : Martin Blythe, vieux
- Patrick Dempsey (VQ : Benoit Éthier) : Louis Masoudi, vieux
- Rahul Khanna (VF : Serge Faliu ; VQ : Jean-François Beaupré) : Deepak Mehta, vieux
- Elizabeth Hobgood : Victoria Bell
- Purva Bedi : Anna Mehta
- Deirdre Lorenz : Dr Kelly Ryan
- Katherine O'Sullivan : la nonne
- Charu R. Mehta : la mère de Deepak
- Pamela Wehner : la femme du sénateur Bell
- Anthony Vincent Bova : Robert Brewster, vieux
- Mark Nichols : Copeland Gray, vieux
- George F. Miller : Eugene Field, vieux
- Henry Glovinsky : William Simon
- Duane McLaughlin : George Duncan
- Jessica Brooks Grant : Kathryn Scott
- Charles Estes : Howard Hollander
- Dominique Deverau : Tawana Carver
- Ben Levin : Steven Wong
- Jase Blankfor : Alec Matthews

Source et légende : version française (VF) sur Voxofilm ; version québécoise (VQ) sur Doublage Québec.